# Плато Ґерґов'є
45°43′13″ пн. ш. 3°07′05″ сх. д. / 45.72027778° пн. ш. 3.11805556° сх. д.
Плато Ґерґов'є — це плато Центрального масиву, розташоване в 10 км на південь від Клермон-Ферран, Пюї-де-Дом, Овернь, Франція, і назване на честь сусіднього села Жергов'є. Це місце битви при Герговії між Верцінгеториксом і Юлієм Цезарем у 52 році до нашої ери. У 2018 році він був включений до списку пам'яток, що становлять особливий історичний інтерес.
Плато розташоване на висоті 744 метри над рівнем моря, і з нього можна побачити Chaîne des Puys, Клермон-Ферран і Plaine des Sarlièves (Сарлівська рівнина), а також Зеніт д'Овернь і Пюї-де-Сансі, які домінують над Овернем з позиції 1886 м над рівнем моря. Він складається з шарів базальту та вапняку.

## Інтернет-ресурси
- Tourist office of Gergovie Val d'Allier [Архівовано 2021-03-10 у Wayback Machine.]
- Summary of the plateau's history
- «Les Arverniales», 2006
- Cervolix